# Nudaurelia anthina
Nudaurelia anthina is een vlinder uit de familie nachtpauwogen (Saturniidae). De wetenschappelijke naam van de soort is, als Antheraea anthina, voor het eerst geldig gepubliceerd in 1892 door Ferdinand Karsch.

## Synoniemen
- Nudaurelia michaelae Darge, 1975[4]
  - holotype: "male, 23–30.X.1970. leg. Ph. Darge & A. Evoé"
  - instituut: Collectie Philippe Darge, Clénay, Frankrijk.
  - typelocatie: "Cameroon, massif du Mont Cameroon, Musake Hut, 1830 m"
  - = Imbrasia michaelae (Darge, 1975)
- Nudaurelia persephone Sonthonnax, 1901
- Nudaurelia preussi Packard, 1914